# Автокредит
Автокредит ― разновидность потребительского кредита для приобретения автотранспортных средств, при котором это автотранспортное средство поступает в залог банку.
При определённых условиях наиболее выгодный целевой способ банковского финансирования. Разновидность автофинансов.

## Базовые признаки автокредита
- разновидность потребительского кредитования с точки зрения выбора субъекта, то есть предназначается исключительно физическим лицам;
- кредит с обязательным целевым использованием для покупки предварительно заявленного заёмщиком автомобиля с его идентификацией на момент предоставления;
- залоговый кредит. Оформление приобретаемого автомобиля в залог банка — кредитора является обязательным условием кредитования в качестве гарантии его возвратности.

Характерные особенности автокредита:
- Оплата части стоимости приобретаемого автомобиля за счет собственных денежных средств заёмщика в качестве «первого взноса». В результате, размер автокредита составляет определенную часть стоимости автомобиля. Исключение — автокредит без первого взноса;
- Выступает, как правило, способом финансирования покупки транспортного средства потребительского (некоммерческого) использования. Исключение — кредитование покупки физическим лицом коммерческого транспорта для использования в качестве средства производства;
- Страхование приобретаемого транспортного средства — залога. Страхование каско обеспечивает имущественный интерес заёмщика и финансовый интерес кредитора, покрывая риски полной утраты или снижения стоимости автомобиля в результате хищения, полной конструктивной гибели или повреждения. Исключение — автокредит без требований страхования залога по каско;
- Способ предоставления автокредита следует из принципа целевого использования — безналичный перевод суммы кредитования на расчетный счет юридического лица — продавца автомобиля. Предполагается, что продавец несет полную ответственность за переход права собственности на автомобиль по заключаемому с покупателем договору купли-продажи. Исключение — автокредит с переводом кредитных средств прямому собственнику — физическому лицу.

## Классификация автокредитов
Разнообразие кредитных условий поддается классификации по различным признакам. Общим для автокредитования является категория заёмщика (субъект кредитования) ― физическое лицо и обеспеченность кредита залогом приобретаемого транспортного средства.
Отправной точкой классификации выступает направленность кредитных программ на категорию использования транспортного средства: 
- Стандартный автокредит ― кредит на покупку легкового автомобиля и другого моторного средства для личного использования в потребительских целях;
- Коммерческий автокредит ― кредит на покупку автобусов, грузовиков и специальной техники на автомобильном шасси для использования в производственных целях.

Назначение использования приобретаемого транспортного средства значительно влияет на уровень кредитного риска банка. Как следствие, коммерческая или некоммерческая цель эксплуатации залога определяет ряд существенных различий в предлагаемых банком условиях кредитования.
В качестве обязательного участника стандартный и коммерческий автокредит предполагает продавца - юридическое лицо с основным видом деятельности купля-продажа автомобилей. В порядке исключения, банком может быть реализована схема без участия продавца-юридического лица. В этом случае банк исполняет нехарактерные для него функции продавца-юридического лица, продавцом выступает физическое лицо. Суть схемы сводится к оформлению сделки силами банка и проведению расчетов с перечислением полной суммы на банковский счет продавца.

### Стандартные автокредиты
Классический автокредит относится к стандартному в самую первую очередь. «Классика» содержит максимально возможный набор элементов-требований к платежеспособности заёмщика и качеству залогового обеспечения. При этом, из максимальных требований банка следует минимальная стоимость кредитования, преимущества и недостатки для заёмщика.  Любые другие варианты предлагаемых условий содержат, отменяют или изменяют классический набор составляющих элементов, повышая привлекательность условий для заёмщика с одновременным увеличением стоимости кредитных средств. То есть, все иные варианты построены на основе «классики жанра» с соответствующим увеличением затрат на использование кредита. Стимулом разрабатывать собственные программы выступает острая конкуренция на кредитном рынке. В результате, классический автокредит, являясь своего рода конструктором для построения индивидуальных банковских кредитных программ, в чистом виде практически не встречается.
Конкурентное соперничество вынуждает отменять менее существенные, с точки зрения интересов банка, требования к заёмщику и качеству залогового обеспечения, а также совершенствовать внутренние процедуры рассмотрения заявок. Например, отмена требований документального подтверждение дохода  - суть получивших широкое распространение кредитных программ «Автокредит по 2-м документам». При отмене условий обязательности страхования залога по каско получаем еще один популярный вариант кредитной программы - «Автокредит без каско». Этот вариант направлен на тех потенциальных клиентов, кто квалифицирует затраты на страхование каско, как бесполезную статью расходов, а также для покупки в кредит автомобиля значительного срока эксплуатации, комплексное страхование которого нецелесообразно. Сокращение сроков рассмотрения кредитных заявок определяет содержание предложений банков на условиях «Автокредит-Экспресс». Предоставление кредита в размере полной стоимости автомобиля реализуется в варианте «Автокредит без первого взноса».
По принципу изменения приведенных ниже признаков стандартного автокредита формируются индивидуальные банковские программы кредитования покупки автомобилей - варианты автокредита (альтернативные варианты индивидуальных программ указаны в скобках).

#### Требования к платежеспособности заёмщика
- Официальное подтверждение доходов и трудоустройства заёмщика в документальной форме (альт.: подтверждение справкой о доходах в свободной форме, без документального подтверждения доходов и трудоустройства);
- Документальное согласие супруги(га) заёмщика с условиями кредитного договора (альт.: участие супруги заёмщика не предусмотрено);
- Собственником автомобиля является непосредственно заёмщик-залогодатель, оформление автомобиля на третье лицо не допускается (альт.: оформление автомобиля на супруга(гу) заёмщика или указанное третье лицо);
- Ответственное хранение оригинала паспорта транспортного средства - ПТС в банке в течение всего срока кредитования (альт.: предоставление ПТС в банк для изготовления копии при хранении оригинала у заёмщика);
- "Идеальная" кредитная история заёмщика. Отсутствие информации о задолженности по любым иным обязательствам (альт. возможность кредитования с кредитной историей, отличной от идеальной, при условии определения перечня ограничений по срокам, количеству, причинам возникновения ранее просроченных и текущих кредитных а также иных видов неисполненных обязательств);
- Минимальный общий трудовой стаж - 2 года, стаж работы на последнем месте трудоустройства - 1 год (альт.: стаж работы на последнем месте - не менее установленного трудовым законодательством испытательного срока - 3 месяца или более)

#### Требования к качеству залогового обеспечения
- Максимальное страховое покрытие каско в течение всего срока кредитования с полным набором страхуемых рисков, невозможность применения франшизы, единовременная годовая оплата стоимости полиса, неограниченное количество выплат по каждому страховому случаю без уменьшения страховой суммы (альт. возможность страхования залога с частичным перечнем рисков, агрегатной формой выплат, с применением франшизы, с рассрочкой оплаты годовой стоимости страхования, полная отмена требований к страхованию);
- Оплата стоимости страхования за счет собственных денежных средств заёмщика (альт.: предоставление дополнительного целевого кредита на оплату страхового полиса);
- Страхователем выступает только собственник автомобиля, выгодоприобретателем по рискам хищение и полная конструктивная гибель является банк, по риску ущерб ― страхователь (альт.: страхователем может выступить согласованное или любое третье лицо, возможность указания заёмщика в качестве выгодоприобретателя);
- К управлению автомобилем допускаются только лица, указанные в полисе каско (альт. список допускаемых к управлению лиц не регламентирован);
- Минимальный срок эксплуатации приобретаемого автомобиля не превышает 5 лет на момент предоставления кредита (альт.: значительное увеличение возраста кредитуемого автомобиля до 15 лет на момент окончания срока кредита);
- Для автомобилей бывших в эксплуатации ограничивается количество смены собственников - не более 3-х, а также величина совокупного пробега - не более 200 т.км. (альт.: требования к количеству собственников и пробегу не регламентируются)

#### Классический автокредит с точки зрения интересов заёмщика
- Начисление процентов за пользование кредитом на сумму текущего остатка долга, исходя из фактического количества дней пользования (альт.; начисления процентов на сумму полной стоимости автомобиля при сумме кредита, уменьшенной на величину первого взноса);
- Полное отсутствие ограничений и штрафных санкций на досрочное, как частичное, так и полное погашение (альт. мораторий на досрочное гашение в первые месяцы обслуживания долга, установление возможной даты досрочного платежа, например, даты обязательного платежа, указанной в первоначальном графике, содержание в кредитном договоре санкций за досрочное погашение в виде штрафов или неустойки);
- Возможность досрочного возврата в день обращения с уменьшением платежей или срока кредитования (альт.: установление возможной даты совершения платежа сверх предусмотренного кредитным договором, например, только в день предусмотренный кредитным графиком,  ограничение выбора альтернативных вариантов дальнейших платежей по сроку или сумме);
- Полное отсутствие дополнительных комиссий, связанных с получением и обслуживанием кредитного долга (альт.: безусловные требования об уплате заёмщиком комиссий и/или сборов, связанных с кредитованием, с различными формулировками - за выдачу, за рассмотрение, за сопровождение, за выдачу кредитной карты и т.д., наличие настоятельно рекомендуемых, без информировании о возможности отказа, дополнительных услуг, подлежащих оплате перед выдачей кредита, например, экспертная оценка рыночной стоимости автомобиля, покупка автотранспортных сервисных карт и т.п.);
- Отсутствие требований иных видов страхования заёмщика, например, страхования жизни и здоровья заёмщика (альт.: наличие требований дополнительных видов страхования, существенно увеличивающих стоимость автокредитов: залога (страхование рисков непредвиденных расходов, GAP страхование, страхование «Продленной гарантии»), заёмщика (страхование жизни и здоровья и т.п.), ответственности (добровольное страхование ответственности перед третьими лицами и т.п.);
- Максимально возможный выбор страховых компаний, действующих на рынке (альт.: предельное ограничение количества компаний, предлагающих сравнительно более высокие тарифы),
- Возможность снижения стоимости каско в силу отсутствия претензий банка на получение агентского вознаграждения (альт.: существование агентских отношений с аккредитованной страховой компанией по выплате в пользу банка части стоимости полиса в качестве агентского вознаграждения).

### Коммерческие автокредиты
Коммерческое использование приобретаемого транспортного средства повышает кредитные риски банка, поэтому коммерческий автокредит дополнительно к условиям стандартного содержит элементы бизнес-кредитования. Эксплуатация приобретаемого объекта в этом случае служит основным источником погашением кредита. Таким образом, физическое лицо - заёмщик оценивается банком в качестве хозяйствующего субъекта, несущего коммерческие риски предпринимательской деятельности. В отношении заёмщика, в том числе, учитывается опыт заявленных направлений деятельности, наличие однородных активов, контрактов с заказчиками и т.п. факторов, влияющих на оценку уровня рисков.

## Практика кредитования: получение - предоставление автокредита

#### Получение автокредита
Ещё до обращения в банк потенциальному заёмщику требуется определить запрашиваемые параметры автокредита - сумму и срок. Очевидно, что до этого момента необходимо выбрать автомобиль предпочитаемой марки, модели, комплектации, эксплуатационных характеристик и т.д. Для покупателя автомобиля это главное, но в случае кредитования строить выбор только на личных предпочтениях недостаточно. Одновременно должны учитываться финансовые возможности. Такой взвешенный подход, как наиболее целесообразный, подразумевается условиями классического автокредита. Для обращения в банк для получения классического автокредита полная идентификация по VIN-номеру приобретаемого транспортного средства не является обязательным условием. Достаточно более-менее точно определить параметры условного автомобиля (марку, модель, год выпуска, стоимость). Более важно оценить собственные текущие финансовые возможности - среднемесячный доход и доступные к использованию денежные средства на момент покупки. Не менее важно составить прогнозную оценку будущих личных поступлений. Причем, для прогноза следует исходить из пессимистичного сценария развития событий. Правильно спланированный бюджет уменьшит вероятность образования чрезмерной финансовой нагрузки. Таким образом, планирование бюджета покупки автомобиля, в том числе, сводится к определению суммы и срока, от которых зависит размер ежемесячных платежей. Определённые параметры автокредита служат отправной точкой для выбора подходящей кредитной программы.
Основным критерием выбора кредитных предложений, как и в любых других видах кредитования, выступает стоимость автокредита. Полная стоимость автокредита  - совокупная сумма расходов заёмщика на получение и обслуживание кредитного долга, включая платежи в пользу третьих лиц, предусмотренные условиями кредитного договора и других связанных договоров.

#### Предоставление автокредита
Предварительное рассмотрение. Первоначально стандартная процедура рассмотрения предусматривает сверку действующих ограничений с заявленными потенциальным заёмщиком параметрами автокредита, характеристиками заёмщика и залогового обеспечения на предмет отсутствия стоп-факторов. В отношении заёмщика проверяется соответствие: возраста, общего трудового стажа и стажа работы на последнем месте, региона постоянной регистрации и места жительства, качества кредитной истории. В отношении залога проверяется соответствие требований к транспортному средству: производитель, категория, технические характеристики, соблюдение предельных сроков эксплуатации и количества смены собственников. В большинстве случаев безусловными стоп-факторами являются: плохая кредитная история, наличие просроченных обязательств, судимостей.
Непосредственное рассмотрение. В случае соответствия основным условиям кредитной программы следует процедура рассмотрения возможности кредитования. Решение о выделении кредита банк принимает по результатами оценки 2-х направлений проверки: оценка платежеспособности заёмщика, оценка ликвидности залога.

## Распространенные варианты автокредита
Автокредит без каско — кредит на автомобиль, при котором страхование по рискам каско не является обязательным условием его предоставления. При прочих равных условиях характеризуется более высокими процентными ставками. Ориентирован на заёмщиков, приобретающих автомобиль значительного срока эксплуатации, расходы на оплату каско которого объективно нецелесообразны. Предназначается также для заёмщиков, оценивающих затраты на страхование каско необоснованными.
Автокредит без первоначального взноса — кредит, при получении которого заёмщику не нужно вносить первоначальный взнос. Характеризуется повышенными требования к потенциальным клиентам. Для получения такой ссуды часто необходимы подтверждение постоянной прописки, копия трудовой, 2-НДФЛ и т. д..
Автокредит на подержанные автомобили — банковская ссуда на машины с пробегом.
Характеризуется более высокой процентной ставкой и большим первоначальным взносом по сравнению с предоставлением кредитов под покупку новых автомобилей. Особое внимание нужно уделить проверке юридической «чистоты» машины. На кредиты, оформляемые на подержанные автомобили, не распространяются льготные условия государственного автокредитования.

## Список документов заёмщика

#### Обязательные документы (для всех вариантов автокредитов)
- Анкета-заявка на получение автокредита;
- Паспорт гражданина РФ;
- Водительское удостоверение, иной заменяющий документ: свидетельство государственного пенсионного страхования,  заграничный паспорт, свидетельство о присвоении ИНН.

#### Документы автокредитов с подтверждением доходов и трудоустройства
- Подтверждение доходов: справка об официальном доходе - НДФЛ, справка в свободной либо в рекомендованной банком форме, заявление о личном доходе, декларация о доходе индивидуального предпринимателя;
- Подтверждение трудоустройства: для наемных работников - копия трудовой книжки или трудового договора, заверенная работодателем, для служащих силовых структур (Вооруженных сил, МВД, МЧС, и т.д.)  - копия контракта о прохождении службы и/или справка с места службы с указанием стажа и должности, для практикующих нотариусов - оригинал лицензии на право ведения деятельности, для практикующих адвокатов - служебное удостоверение, для индивидуальных предпринимателей (ИП) - свидетельство о регистрации ИП (ОГРНИП).

Перечень не может быть полным. Банк, если сочтёт необходимым, оставляет за собой право запросить дополнительные документы физического лица, например, подтверждающие: урегулирование отношений с призывными органами (военный билет, приписное свидетельство, и т.д.), владение имуществом (недвижимость, автомобиль, яхта, ценные бумаги, доля в уставном капитале, и т.д.), образование, гражданское состояние (свидетельство о регистрации/расторжении брака и т.д.), кредитную историю.
Для ИП и владельцев бизнеса дополнительно могут быть запрошены документы, раскрывающие хозяйственную деятельность: договоры аренды, поставки, оказания услуг, выписки по расчётным и иным счетам в банках, копии патентов и лицензий и т.п.

## Текущая ситуация

### Льготное автокредитование
С весны 2009 года в России действует программа льготного автокредитования. За два года по ней было выдано приблизительно 350 тысяч кредитов. Для получения этой ссуды необходимо, чтобы:
- банк должен быть участником программы;
- автомобиль может быть только отечественного производства;
- стоимость машины не превышает 1,15 млн. рублей[4]

Первоначальный взнос — 15 %, субсидируемая государством ставка — 6 %, срок погашения кредита — 36 месяцев.

Программа была закрыта в конце 2011 года.

24 апреля 2013 года премьер-министр Медведев предложил снова запустить программу льготного кредитования.

1 апреля 2015 года программа льготного кредитования возобновлена.
В середине ноября 2022 года президент России Владимир Путин выступил с поддержкой предложения Минпромторга включить в программу льготных автокредитов военных и служивших пенсионеров. Вскоре Минпромторг сообщил о том, что госпрограмма будет продлена на декабрь текущего года и перезапущена 1 января 2023 года. Под систему льготного автокредитования подпадут легковые и легкие коммерческие автомобили российского производства «АвтоВАЗа», «УАЗа», «ГАЗа», электромобили Evolute липецкого завода «Моторинвест», а также собираемые в Тульской области автомобили китайского бренда Haval.

### Общее состояние рынка автокредитования
По данным компании PricewaterhouseCoopers, в первом полугодии 2011-го продажи новых легковых автомобилей в России выросли на 57 %. Согласно прогнозу, до конца года, этот показатель увеличится на 40 % (до 2,5 млн штук). По мнению экспертов, одна из причин — смягчение требований банков к заёмщикам при оформлении автокредитов. Как свидетельствует подсчеты агентства «Автостат», в первой половине 2011 года доля автомобилей, купленных с привлечением кредита, оценивается в 40-42 % от общего объёме продаж. Скоро будет достигнут уровень 2008 года, то есть, рынок автокредитования полностью восстановится после кризиса.
Банки по объёмам выданных автокредитов в 2010 году 
| №  | Банк               | Выдано автокредитов в 2010 году (тыс. руб.) | Выдано автокредитов в 2009 году (тыс. руб.) | Изменение (%) |
| -- | ------------------ | ------------------------------------------- | ------------------------------------------- | ------------- |
| 1  | Сбербанк России    | 41 137 913.26                               | 48 928 220.88                               |               |
| 2  | Русфинанс Банк     | 35 688 319.36                               | 24 565 840.97                               | 45.28         |
| 3  | Росбанк            | 33 388 108.50                               | 8 581 513.33                                | 289.07        |
| 4  | ВТБ 24             | 29 968 156.98                               | 22 687 360.40                               | 32.09         |
| 5  | Юникредит банк     | 21 053 522.00                               | 6 283 463.00                                | 235.06        |
| 6  | Райффайзенбанк     | 8 891 664.00                                | 3 110 405.00                                | 185.87        |
| 7  | Кредит Европа Банк | 8 612 919.00                                | 4 187 088.00                                | 105.70        |
| 8  | Тойота банк        | 8 338 370.98                                | 2 649 114.21                                | 214.76        |
| 9  | БМВ Банк           | 8 192 026.76                                | 4 154 604.00                                | 97.18         |
| 10 | Уралсиб            | 6 018 395.04                                | 2 063 186.58                                | 191.70        |

Основные тенденции:
- возвращение ставок к докризисному уровню (но некоторые эксперты считают, что они могут даже возрасти);
- рост количества совместных программ между банками, автосалонами и производителями;
- часть банков будет больше уделять внимания сегменту подержанных автомобилей;
- развитие экспресс-кредитования и дополнительных сервисов.

По состоянию на конец августа 2015 года эффективная ставка по кредиту на покупку новых автомобилей иностранной сборки составляет от 13,33% до 23%. Минимальный аванс ― 10% от стоимости автомобиля.
В 2016 году потенциальных покупателей автомобилей стало больше. В первую очередь россияне рассчитывают на собственные средства. Согласно проведённым опросам, доля рассчитывающих купить машину за свой собственный счёт продолжает расти с 2014 года (с 27% в 2014 г. до 73% в 2016). В этой связи привлекательность и востребованность автокредитов заметно падает. Это происходит, прежде всего, из-за величины суммы переплаты или из-за высокой процентной ставки (49%). Для сравнения, в 2015 году эту причину называли только 22%. По статистике сегодня каждый второй новый автомобиль приобретается в кредит.
Россияне в третьем квартале 2018 года взяли свыше 181 тысячи автокредитов на рекордную сумму в 132,9 миллиарда рублей, что на 11% больше показателя за аналогичный период прошлого года, говорится в исследовании бюро кредитных историй «Эквифакс». Столь внушительный объем выданных средств обеспечивается в настоящее время прежде всего за счет интенсивного роста средней суммы выдаваемого автокредита, которая в третьем квартале 2018 года достигла рекордного уровня в 733 тысячи рублей, что больше показателя за аналогичный период 2017 года на 15%.
Специалист в области финансов В. А. Мещерикова отмечает, что рынок автокредитования в России непрерывно развивается с 2003 года, несмотря на периоды экономических кризисов: причиной этого, по её мнению, являются такие обстоятельства, как снижение процентных ставок, удлинение сроков кредитования, упрощение порядка оформления кредитов, а также появление большого числа различных программ автокредитования. Количество автомобилей, продаваемых в кредит, быстро увеличивается: если в начале 2014 года на них приходилось около 35% автомобильного рынка России, то в конце 2017 года эта доля превысила 53%. Главенствующее положение на рынке автокредитования в РФ по состоянию на 2017 год занимали такие банки, как «Сбербанк России», «Русфинанс Банк», «Росбанк» и «ВТБ 24».